# Cynognathus
Cynognathus je vrsta životinje koja je postojala prije pojave dinosaura.
Cynognathus je bio neobičan gmaz nalik sisavcu. Bio dug je preko 2 metra. Bio je pokriven smeđim "krznom" (nije sigurno je li zaista imao krzno) i crne pruge na leđima. Glava mu je mala i na njoj se nalaze male uši, široke nosnice i zubalo s oštrim zubima. Na zdepastim i kratkim nogama se nalaze tri prsta na kojima se ističu pandže. Rep mu je bio kratak. Bio je mesojed. Cynognathus pripada sisavačkim gmazovima.   